# المغاوير: خلف خطوط العدو
المغاوير: خلف خطوط العدو (بالإنجليزية: Commandos: Behind Enemy Lines)‏، هي الإصدار الأول من سلسلة المغاوير. صدرت في عام 1998  وتحتوي 20 مرحلة. تتيح اللعب الجماعي والفردي.

## خلفية تاريخية
| ...no routine, no bureaucracy... only pure operations, whose success depends basically on oneself and on the men that have been chosen to carry out the task. This is revolutionary. |
| —Lieutenant Colonel Dudley Clarke |

## المغاوير
في اللعبة، أنت تمثل دور ضابط الذي أوكلت له قيادة مجموعة من ستة من المغاوير.

### أيرلنداجاك تيني أوهارا (جرين بيريت)
بطل ملاكمة في الجيش البريطاني من 1934-1937، حكم علي اوهارا بواسطة المحكمة العسكرية ب14 عاما في العمل بسجن السخرة بعد ضرب ضابط. وعندما انضم للمغاوير، خففت عقوبته. رقي إلى الرقيب بعد القضاء على 16 من جنود العدو دون ذخيرة خلال غارة على جزيرة فاجسوي.
- المعدات : سكين، مسدس، فأس تسلق، جهاز خداعي صوتي، مجرفة.
- المهارات : نقل البراميل المتفجرة، إخفاء الجثث، تسلق الجدران.التخفى في الثلج أو الرمال

### أمريكاصامويل بروكلين بروكلين (السائق)
انضم إلى الجيش البريطاني في عام 1937 بعد العمل كمجرم لمدة طويلة في الولايات المتحدة الأمريكية. صموئيل قبل التضحية بالالتحاق للمغاوير وذلك أساسا بسبب مطاردته من قبل السلطات الأمريكية.
أثناء الغارة علي مطار في تاميت نجح في تدمير ثمانية مقاتلات ألمانية مستخدما رشاشه الألي وأربعة آخرين عندما دفع السيارة ضد الطائرات المتبقية المليئة بالوقود.
- المعدات : مسدس، مدفع رشاش، الإسعافات الأولي.
- المهارات : قيادة الدبابات والمركبات، الضرب بالرشاشات والمدافع الثقيلة.

### أسترالياجيمس فينس بلاك وود (السباح)
تلقى تعليمه في جامعة أكسفورد، وهو مهندس بحري راهن علي السباحة عبر القناة الإنجليزية. بسبب مشاكله مع المشروبات الكحولية، تم تخفيض رتبة بلاك وود من رتبة نقيب إلى رقيب بعد مشاجرة في ناد خاص. انضم للمغاوير كجندي بسيط،
أخذ وسام الصليب العسكري لانقاذ 45 جنديا بريطانيا الذين تقطعت بهم السبل وكانوا على وشك القبض عليهم في دونكيرك.
- المعدات : سكين، مسدس، قيادة القوارب، سلاح القنص.
- المهارات : الغوص تحت الماء

### المملكة المتحدةتوماس فايرمان هانكوك (المهندس)
ولد في ليفربول، هانكوك أصبحت متخصص في قسم المتفجرات قسم وتطوع للمغاوير في عام 1940.
خلال الغارة على سان نازير، كان مسؤولا عن التفجيرات التي شلت مرافق الميناء لعدة أشهر. في هذه العملية واعتقل هانكوك، ولكن بعد ثمانية أسابيع هرب، عبر بيرنيس، وعاد إلى إنجلترا.
- المعدات : مسدس، الشراك الخداعية، قنبلة موقوتة، قنبلة التحكم عن بعد، قنبلة يدوية، كماشة.
- المهارات : قطع الأسلاك، إقامة الفخاخ، استخدام المتفجرات.

### المملكة المتحدةسير فرانسيس ت. ديوك وولريدج (قناص)
أرستقراطي من شفيلد مشهور لكونه باردا، هادئا، ومتميز. تلقى الميدالية العسكرية خلال غزو نارفيك حيث قتل قائد الحامية الألماني مع رصاصة واحدة من مسافة أكثر من ميل واحد بينما كان يتفقد القائد وضع قواته.
- المعدات : مسدس، بندقية قنص، الإسعافات الأولي.
- المهارات : القنص.

### فرنساريني سبوكي ديشامب (الجاسوس)
رئيس سابق للأمن في البعثة الدبلوماسية للسفارة الفرنسية في برلين حيث حصل على معلومات قيمة بشأن موظفي عسكريين أدولف هتلر، ديشامب انضم إلى المقاومة خلال الحرب العالمية الثانية عندما تم إغلاق السفارة.
توقفت على الأقل ثلاثة قطارات، أربعة عشر دبابة وأكثر من ثلاثين عربة من الخدمة بفضل مهاراته من المعلومات، التجسس، والتخريب.
- المعدات : مسدس، السموم، الحقنة، الإسعافات الأولى.
- المهارات : سرقة الملابس من حبال الغسيل، إلهاء جنود العدو، وإخفاء الجثث.

## وصلات خارجية
- المغاوير: خلف خطوط العدو على موقع IMDb (الإنجليزية)

1. ↑  "المغاوير: خلف خطوط العدو في آي جي إن". آي جي إن. مؤرشف من الأصل في 19 مارس 2012. اطلع عليه بتاريخ 24 يناير 2008. {{استشهاد ويب}}: تحقق من التاريخ في: |تاريخ الوصول= (مساعدة)
2. ↑  Adams, Eric. Wilkinson, Lee: "Commandos: Behind Enemy Lines Manual", page 2. 1998